# Hill 62

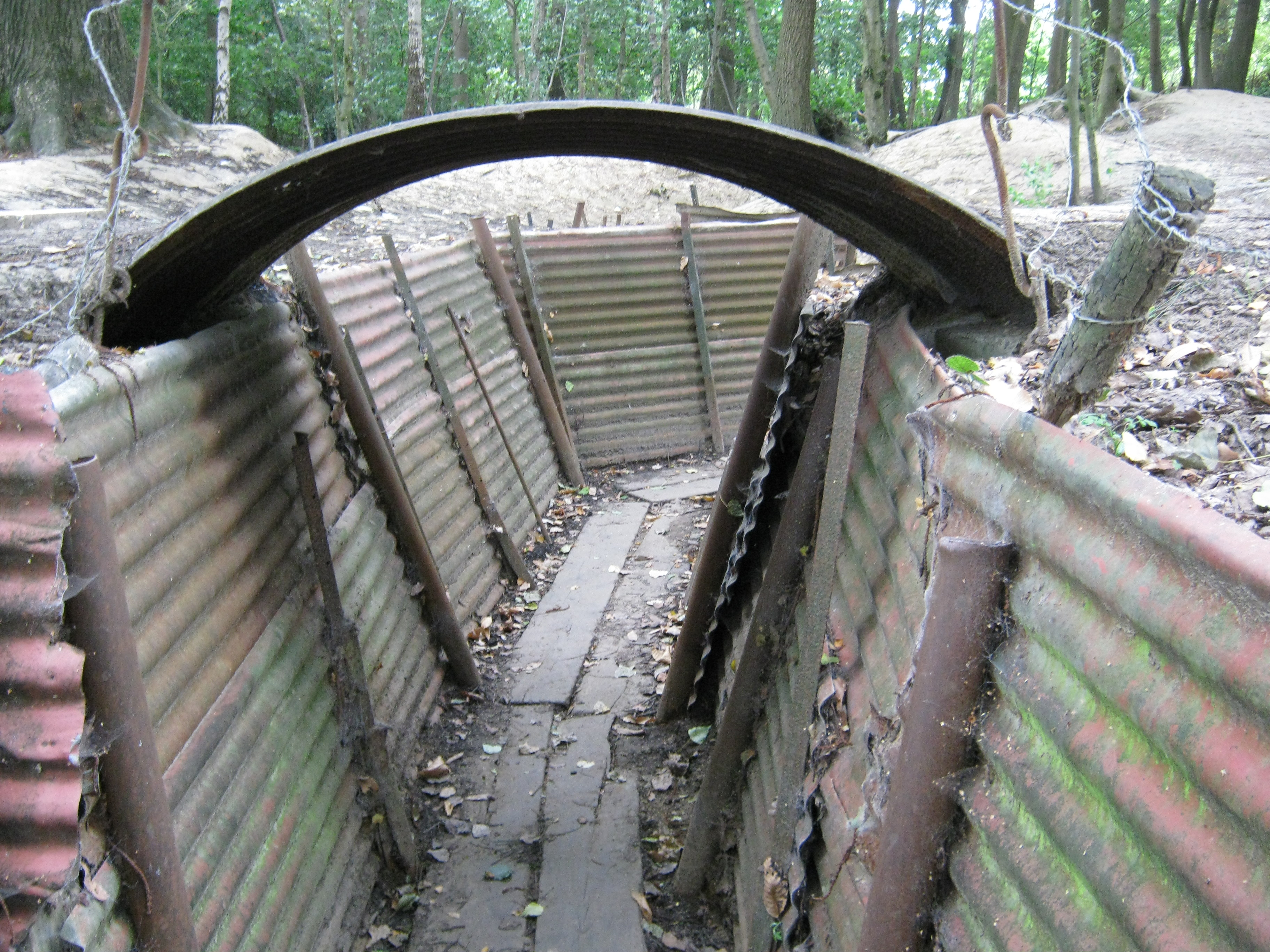
Detail van de loopgraven op Hill 62

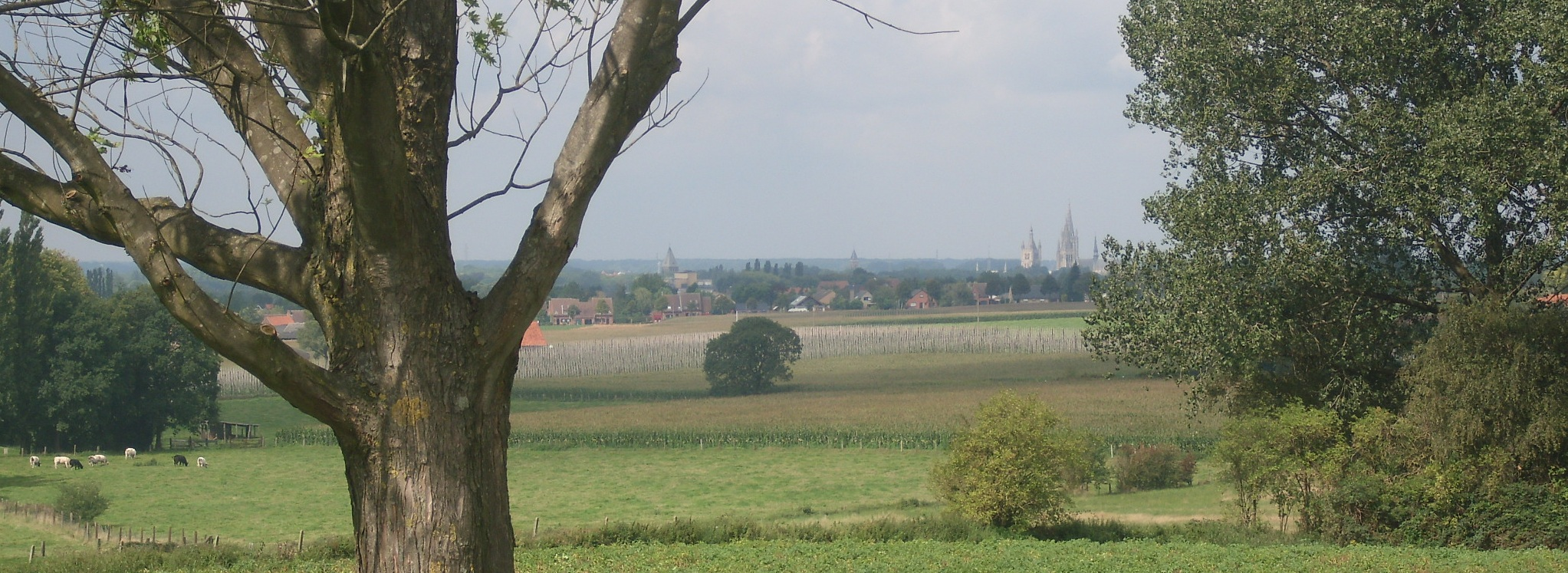
Het zicht van op Hill 62 op Ieper.

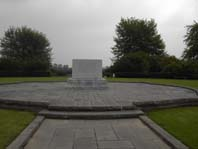
Gedenksteen op Hill 62.

Hill 62 is een heuvel en ligt even de buiten de gemeente Zillebeke in de Belgische provincie West-Vlaanderen, de top ligt op circa 62 meter. 
De heuvel is bekend uit de Eerste Wereldoorlog. Ondanks de geringe hoogteverschillen was het een goede plaats om als observatiepunt te dienen. De geallieerde troepen konden vanaf hier de Duitse linies overzien.
De linies in deze omgeving worden bemand door de Canadezen. Op 2 juni 1916 vanaf 8 uur in de ochtend bestookt de Duitse artillerie de Canadezen tot net na het middaguur, daarna worden ondergrondse mijnen tot ontploffing gebracht en volgt de aanval van de Duitse infanterie. De Canadezen worden over een linie van circa 1.200 meter compleet teruggeslagen, vanaf Hill 62 (Duits: Tor Top) tot Mount Sorrel, een stuk zuidwaarts van Hill 62. In totaal weten de Duitsers ruim een halve kilometer terreinwinst te boeken.
De dag erna, 3 juni, wordt een tegenaanval uitgevoerd. Deze levert nauwelijks terreinwinst op. Enige nut is dat de Canadezen de eigen linies beter kunnen versterken tegen een nieuwe Duitse aanval, welke echter uitblijft.
Op 13 juni wordt na hevig geallieerd artillerievuur Hill 62 terugveroverd op de Duitsers.
Hill 62 is onderdeel van de zogenaamde Hoogte van Wijtschate-Zillebeke waar ook de Helling van Mesen, Helling van Wijtschate en Hill 60 deel van uitmaken.
Op Hill 62 ligt het Sanctuary Wood Museum, een museum dat diverse gebruiksvoorwerpen uit de Eerste Wereldoorlog tentoongesteld heeft, alsmede een aantal loopgraven en granaatkraters in de naastgelegen tuin. De loopgraven ogen authentiek Het opmerkelijkste in het museum zijn houten kijkkastjes met driedimensionale beelden uit de Eerste Wereldoorlog. Je kijkt jezelf de modder van de loopgraven en de verwoestingen in. 
Hill 62 is niet te verwarren met Hill 63 (ook wel bekend als de Hutteberg), die in het zuidelijker gelegen dorp Ploegsteert in de Waalse deelgemeente Komen-Waasten ligt. Sedert 2016 loopt het parcours van de wielerklassieker Gent-Wevelgem over laatstgenoemde Hill 63. Dit is de eerste 'Plugstreet', een onverharde strook die doet herinneren aan de Eerste Wereldoorlog. Sinds 2018 loopt ook de Great War Remembering Race over deze 'Plugstreets'.